# Lars Engwall
Lars Otto Victor Engwall, född 5 april 1942 i Gävle församling, Gävleborgs län, är en svensk företagsekonom och professor vid Uppsala universitet.

## Biografi
Engwall disputerade för doktorsgraden vid Stockholms universitet 1970 på avhandlingen Size Distributions of Firms. Han utnämndes till professor i företagsekonomi vid Uppsala universitet 1981.
Engwall blev ledamot av Vetenskapsakademien 1984, av Ingenjörsvetenskapsakademien 1989, av Kungl. Vetenskapssamhället i Uppsala 1999,  och av Finska Vetenskapsakademien 1998. Han var 2003–2008 adjungerad ledamot av Kommittén för Sveriges Riksbanks pris i ekonomisk vetenskap till Alfred Nobels minne. Han blev kammarherre hos kung Carl XVI Gustaf 2001, sedan 2009 kabinettskammarherre, sedan 2013 icke tjänstgörande. Han är gift med Gunnel Engwall.

## Utmärkelser
- Ekonomie hedersdoktor vid Handelshögskolan i Stockholm (ekon. dr. h.c.) 2011